# Barri Bourse - Esplanade - Krutenau

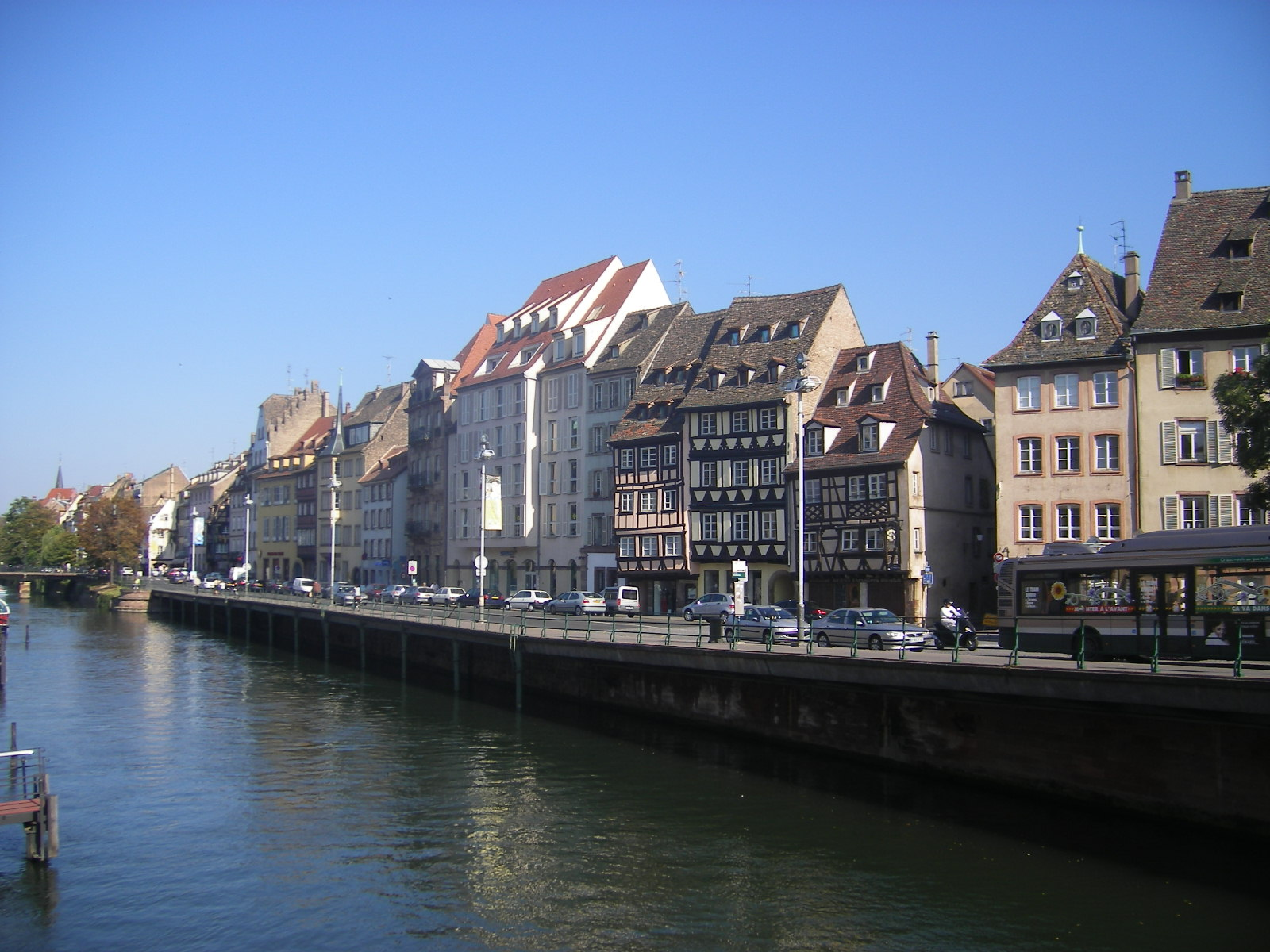
Moll dels Barquers (Quai des Bateliers)

El barri Borsa - Esplanada - Krutenau (Bourse - Esplanade - Krutenau en francès) és un dels 15 barris administratius de la ciutat d'Estrasburg. Va ser creat l'any 2013 després del nou retall administratiu dels barris del municipi.
L'ajuntament de barri es troba cour de Cambridge a l'Esplanada.

## Localització
Aquesta entitat es troba al centre de l'aglomeració, just al sud de la Gran Illa.
Constitueix el cantó d'Estrasburg-3 i es compon de diversos barris històrics prou diferents: el barri de la Borsa, el de la Krutenau i el de l'Esplanada.
Els seus límits són les següents: l'Hospital Civil a l'est, el Ill, el passeig de la Victòria, el carrer Vauban i el del Grand Pont al nord, el canal del Roine al Rin al sud i a l'oest.

## Demografia
Amb 174 ha, el barri representa 2,2 % del territori municipal. Al cens de 1999, comptava 23.614 habitants, o sigui aproximadament 9 % de la població municipal.

## Història
El barri Borsa - Esplanada - Krutenau està prou dispar en termes d'antiguitat, ja que l'edificació de la Krutenau, lligada al centre històric d'Estrasburg, va començar a l'Edat mitjana, mentre que una part del barri de la Borsa data dels inicis del segle XX després de la construcció de la "Grande-Percée". Al sud de la Krutenau es troba el barri suís, del nom dels seus carrers (Lausana, Berna, etc.), que és una part de la Neustadt, barri condicionat pels alemanys després de la cessió d'Estrasburg (i de la quasi-totalitat d'Alsàcia, d'una part dels Vosges, de la Meurthe i de la Mosel·la) l'any 1871. El barri de l'Esplanada ha estat condicionat als anys 1960.